# Jourdan Anderson
Jourdan Anderson (prosinec 1825 – 15. dubna 1907) byl afroamerický otrok, který se proslavil napsáním dopisu „Od svobodného muže svému bývalému pánu”, který byl doručen plukovníku P. H. Andersonovi jako odpověď na plukovníkovu žádost, aby se Jourdan vrátil pomoci na plantáže, aby obnovil farmu zničenou válkou.

## Život
Narodil se v Tennessee kolem roku 1825 a kolem 7 let byl prodán do otroctví, kde byl předáván až ukončil svojí cestu u syna generála - plukovníka Patricka Henryho Andersona, jako jeho osobní sluha a společník. V roce 1848 se oženil a o 16 let později byl při válce Severu proti Jihu osvobozen a usadil se v Daytonu, Ohio. Zemřel v 81 letech roku 1907 přirozenou smrtí.

## Od svobodného muže svému bývalému pánu
Zde je překlad originálního dopisu:

Dayton, Ohio,
7. srpna, 1865 

Mému bývalému pánu, plukovníku P.H. Andersonovi 

Dostal jsem Váš dopis, pane, a jsem velice rád, že jste na Jourdona nezapomněl, a že chcete abych se vrátil a žil s vámi znovu, slibujíc že pro mne budete dělat vše. Vždy jsem si byl vámi nejistý. Myslel jsem, že vás Yankees pověsí dávno za schovávání rebelů, které našli u vás v domě. Předpokládám, že neslyšeli o tom, jak jste zabil jednoho Unijního vojáka, který byl opuštěn svými spolubojovníky ve stáji. Ačkoliv jste po mě dvakrát střelil než jsem vás opustil, ani nechci slyšet že byste byl zraněn a jsem tak rád, že jste stále naživu. Bylo by to pro mne dobré, kdybych znovu spatřil svůj starý domov a viděl paní Mary a Marthu a Allen, Esther, Green a Lee. Všechny je pozdravujte a řekněte jim, že se potkáme v lepším světě pokud ne v tomhle. Byl bych se býval k nim vrátil když jsem pracoval v Nashville, ale jeden ze spolubydlících mi řekl, že Henry mě chce při první příležitosti zabít.

Chci vědět co mi můžete nabídnout. Zde si vedu velice obstojně. Vydělávám 25$ měsíčně, včetně potravy a oblečení, mám dům s manželkou Mandy, přátelé jí říkají paní Anderson, a dětmi Milly, Jane a Grundy, které chodí do školy a učí se dobře. Paní učitelka tvrdí, že Grundy je dobrá kazatelka. Chodí do nedělní školy a Mandy a já spolu chodíme pravidelně do kostela. Je o nás dobře postaráno. Občas zaslechneme "Ti barevní lidi byli otroky" u vás v Tennessee. Děti jsou občas tímto uraženi, ale já jim vždy řeknu, že to nebyla žádná ostuda být vlastněn plukovníkem Andersonem. Většina černochu by byla hrdá, jako jsem byl já, Vás nazývat svým pánem. Teď mi nabídněte měsíční mzdu a já se rozhodnu, jestli to bude pro mne prospěšné se vrátit.

O té svobodě, kterou mi nabízíte. To pro mne není žádný zisk, protože od roku 1864 mám své osvobozovací potvrzení od Provost General Marshalla oddělení Nashville. Moje žena říká, že se bojí vrátit se bez záruky, že se o nás budete starat stejně dobře a spravedlivě a proto chceme otestovat Vaší upřímnost tím, že nám pošlete naše platy za dobu co jsme u vás sloužili. Tímto zapomeneme na staré časy a zbaví nás to závazků a už zbude jen Vaše spravedlnost a přátelství do budoucna. Sloužil jsem vám věrně po dobu 32 let a Mandy 20 let. Při měsíční výplatě 20$ pro mne a 2$ za týden pro Mandy to vychází na 11680$. Přidejte k tomu úroky za dobu co nám nebylo zaplaceno, odečtěte náklady za oblečení, 3 návštěvy doktorů a trhání zubu Mandy a uznáte, že na vyrovnání máme právo. Prosím pošlete peníze přes Adam's Express. Pokud nezaplatíte tyto dluhy za naší loajální práci v minulosti, tak nemůžeme věřiti Vašim slibům. Doufáme, že vám Stvořitel otevřel oči a spatřil jste co vše jste v minulosti se svým otcem napáchal mě a mým otcům, že jste nás nutil po generace dřít bez žádné odměny. Zde dostanu výplatu vždy v sobotu večer, ale u vás nebyl výplatní den pro negry nikdy častěji než pro koně a krávy. Určitě bude den odplaty pro ty, kdo podváděli své najaté pracovníky.

Jako odpověď na tento dopis prosím uveďte, jestli můžete zaručit bezpečnost pro moje dcery Milly a Jane, které jsou vyrostlé a hezké holky. Víte jak to bylo s chudáky Matildou a Catherine. Radši bych zůstal zde, hladověl a zemřel, kdyby to zašlo tak daleko, než aby moje dcery byly zostuzeny násilím a hříšností svých mladých pánů. Také prosím uveďte, zdali byly otevřeny nějaké školy pro barevné lidi ve vašem okolí. Mým životním cílem je nyní dát svým dětem vzdělání a formovat v nich ctnostné vlastnosti.

Pozdravujte George Cartera a poděkujte mu, že Vám sebral pistoli, kterou jste na mne střílel.

Od vašeho bývalého sluhy,

Jourdon Anderson.

## Následky
Plukovník Anderson, který nedokázal nalákat zpět své bývalé otroky, prodal svoje pozemky za zlomek ceny, aby se dostal z dluhů. O dva roky později zemřel ve věku 44 let. Doteď jsou žijící Andersonovi potomci, podle historika Raymonda Winbushe, na Jourdana naštvaní, protože se nevrátil na plantáž, i přesto, že věděl, že je značně po válce poškozena.